# Lodi, New Jersey
Lodi är en ort i Bergen County i delstaten New Jersey, USA.